# Adolf Boehm (Maler)

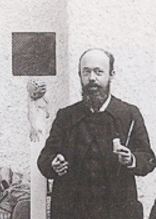
Adolf Michael Boehm

Adolf Michael Boehm (* 25. Februar 1861 in Wien, Kaisertum Österreich; † 20. Februar 1927 in Klosterneuburg) war ein österreichischer Maler und Grafiker.

## Leben
Adolf Michael Boehm studierte an der Akademie der bildenden Künste Wien bei August Eisenmenger (1830–1907), Carl Wurzinger (1817–1883) und Christian Griepenkerl (1839–1916). Er war einer der Mitbegründer der Wiener Secession, die er jedoch 1905 wieder verließ. 1906 findet sich sein Name im Mitgliederverzeichnis des Ausstellungskatalogs der 3. Jahresausstellung des Deutschen Künstlerbundes in Weimar. Er beteiligte sich dann am Aufbau des Klosterneuburger Künstlerbundes, der Klimt-Gruppe. Er war ein Förderer Egon Schieles. Von 1910 bis 1925 war er Professor für Akt- und Naturstudien an der Wiener Kunstgewerbeschule, zu seinen Schülern gehörte u. a. Gustav Kurt Beck. Er war kunstgewerblich auch in der Buchkunst, im Möbeldesign und in der Herstellung von Keramiken tätig. In seinen Werken pflegte er einen ausgeprägt ornamentalen Stil.

## Werke (Auswahl)
- Herbstlandschaft im Wienerwald, Glasmosaik für Otto Wagners Villa (Villa Wagner I, 1899)
- Tag, großes ornamentales Gemälde, Beethoven-Klinger-Ausstellung (1902)

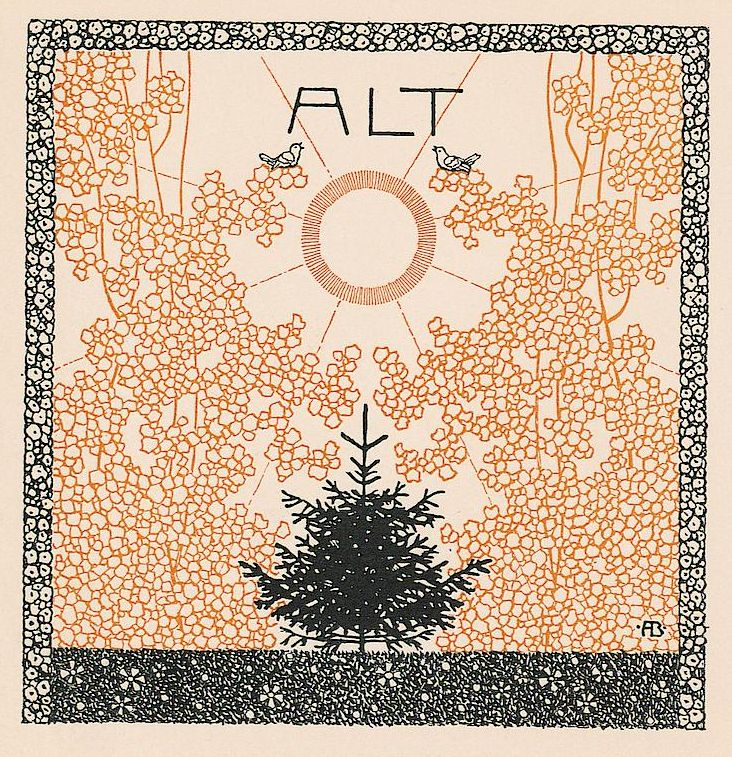
Alt
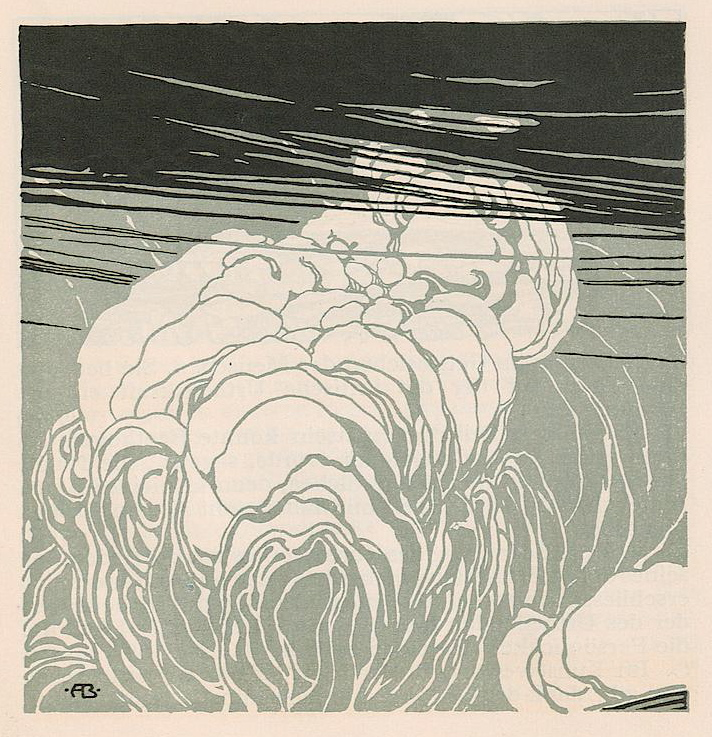
Grafik
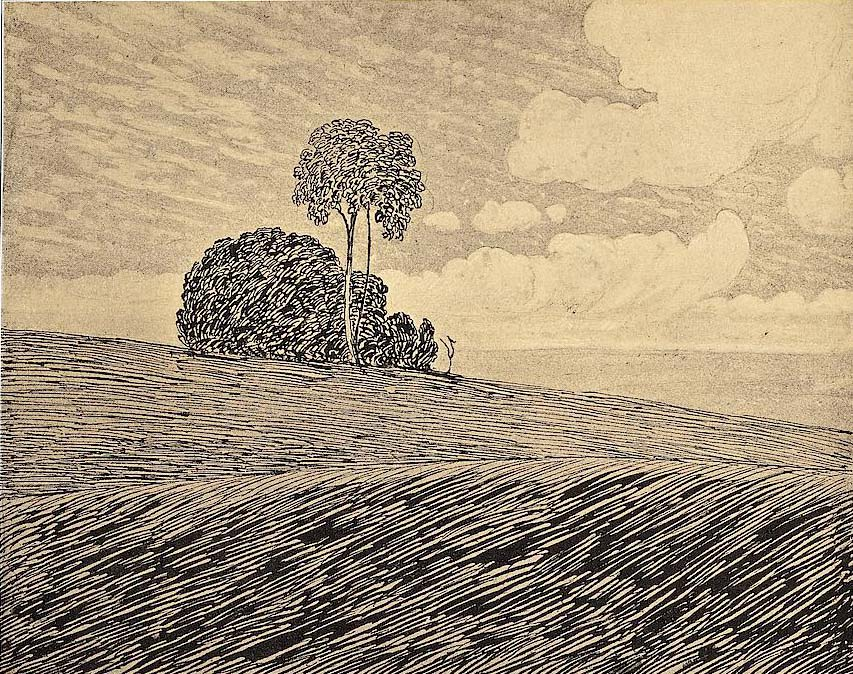
Lämmerwolken 1898
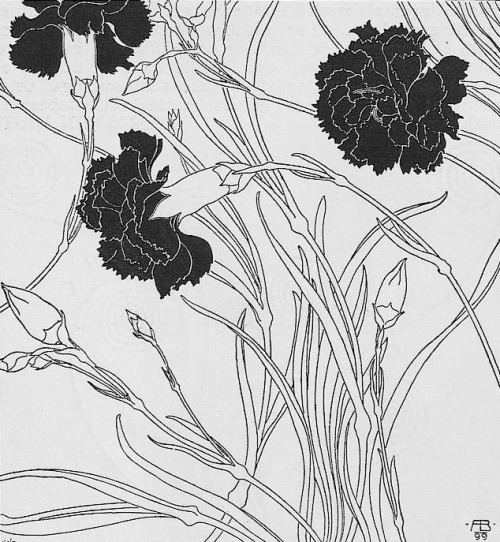
Blumen 1899
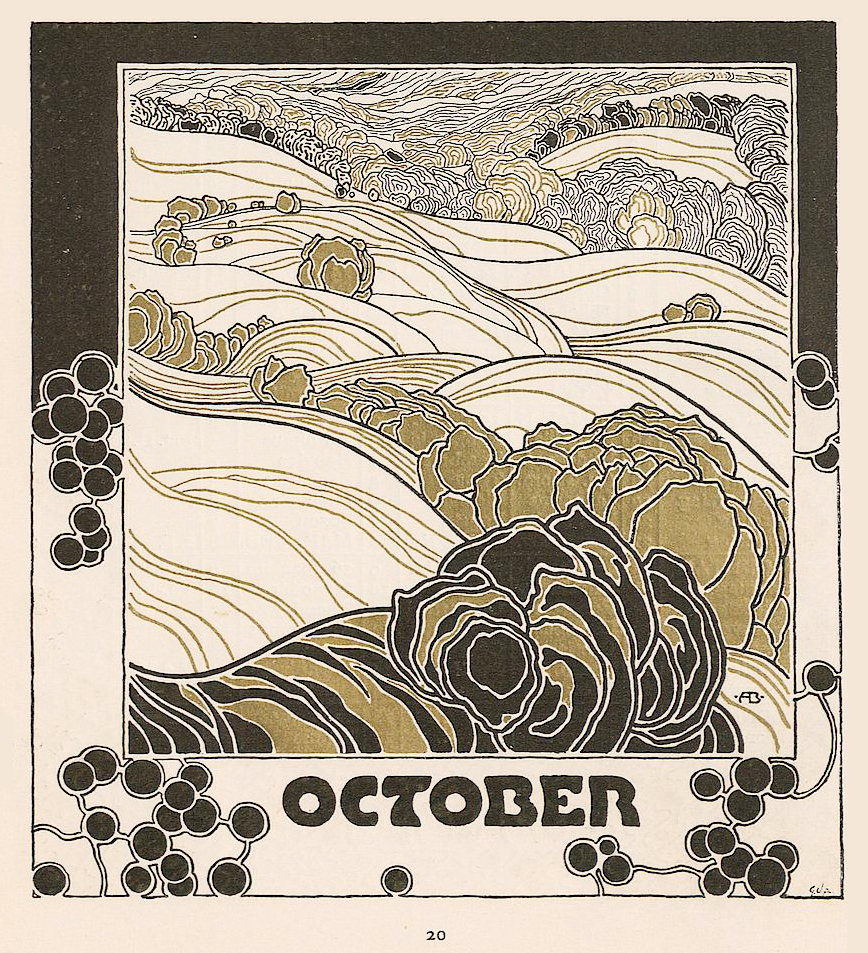
Kalenderblatt 1901